# Олег Кухта
Олег Валерјевич Кухта (рус. Олег Валерьевич Кухта) је руски певач и глумац, бивши војни официр. Олег Кухта је рођен 1. јануара 1971. године у Самарска област у Русији.

## Дискографија
- 2000: «Армейский сборник 2» (Шинели)
- 2003: «Doswidanja. Ich komm wieder» (O Happy Day)
- 2003: «Академический ансамбль песни и пляски внутренних войск МВД России» (Be My Love)
- 2008: «Академический ансамбль песни и пляски внутренних войск МВД России» (Be My Love, O Happy Day, The Prayer, На дальнем берегу, Piu Che Puo)
- 2010: «Помяни меня, поле. 65 лет Победы в Великой Отечественной войне» (сольный альбом)
- 2010: «Русское поле. 65 лет Победы в Великой Отечественной войне» (сольный альбом)

## Филмографија
- 2005: «Не родись красивой»
- 2007: «Незнакомая земля»
- 2007: «Учитель в законе»
- 2011: «Прокурорская проверка»
- 2011: «Семейные драмы»
- 2011: «До суда»